# Harry Wu
Harry Wu (吴弘达 en xinès simplificat i en pinyin: Wú Hóngdá) és un escriptor xinès nascut el febrer de 1937 a Xangai. Estudià geologia. El 1960 fou acusat de dretà i va ser condemnat a passar internat 19 anys en un laogai (camp de treball forçat). La seva família, d'origen benestant, també sofrí les conseqüències de la persecució. Veterà dissident (de ben jove criticà la invasió d'Hongria), el 1985 va poder marxar als Estats Units, on va fundar The Laogai Research Foundation.

## Obres
- Laogai: The Chinese Gulag. Primera obra escrita en anglès (1991)
- Bitter Winds: A Memoir of My Years in China's Gulag. Autobiogràfica (1994)
- Troublemaker: One Man's Crusade Against China’s Cruelty. Basat en les seves experiencies viatjant clandestinament a la Xina (1996)
- Tempesta nocturna. La seva primera obra en xinès (2003)